# فرمانده عملیات‌های فضایی
فرمانده عملیات‌های فضایی (CSO) یا فرمانده نیروی فضایی آمریکا یک مسئولت قانونی در نیروی فضایی ایالات متحده است، که توسط یک ژنرال اداره می‌شود. همچنین مشاور اصلی نظامی وزیر نیروی هوایی ایالات متحده آمریکا برای عملیات نیروی فضایی است و به‌صورت جداگانه عضو ستاد مشترک و از این طریق مشاور نظامی شورای امنیت ملی، وزیر دفاع و رئیس‌جمهور است. فرمانده عملیات‌های فضایی به‌طور معمول بالاترین مقام درجه دار فعال در نیروی فضایی است مگر اینکه رئیس یا نایب رئیس ستاد مشترک کارمندان نیروی فضایی باشند.

## فرماندهان عملیات فضایی
| ردیف | تصویر      | نام (متولد)                  | مدت            | مدت      | مدت            | فرماندهی زیر نظر: | فرماندهی زیر نظر: |
| ردیف | تصویر      | نام (متولد)                  | زمان تصاحب     | زمان ترک | مدت زمان       | نیروی هوایی       | وزارت دفاع        |
| ---- | ---------- | ---------------------------- | -------------- | -------- | -------------- | ----------------- | ----------------- |
| 1    | جان ریموند | ژنرال جان ریموند (زادهٔ 1962) | ۲۰ دسامبر ۲۰۱۹ | متصدی    | ۵ سال، ۲۱۴ روز | باربارا برت       | مارک اسپر         |